# Hugo Baar
Hugo Baar (3. březen 1873 Nový Jičín – 18. červen 1912 Mnichov) byl malíř – krajinář.

## Život a dílo
Hugo Baar se narodil v Novém Jičíně jako syn obchodníka Johanna Nepomuka Baara. Po studiích na německé reálce navštěvoval v letech 1889-1892 odbornou tkalcovskou školu v Novém Jičíně. Základy malířského umění získal na Škole uměleckých řemesel ve Vídni u ředitele H. Storcka a v ateliéru Rudolfa Ribarze a na mnichovské Akademii u G. Hackela a H. Kniera. V roce 1903 se oženil s Leonií Fritsche, dcerou úředníka továrny na klobouky v Novém Jičíně. Uměleckou dráhu zahájil 1903 ve Vídni. Od počátku své výtvarné činnosti se věnoval zejména krajinomalbě. Účastnil se výstavy vídeňského výtvarného spolku Hagenbund, 1904 vystavoval v Olomouci. Po návratu do rodného města se sblížil s malířem Bohumírem Jaroňkem a jeho prostřednictvím začal spolupracovat se Spolkem výtvarných umělců moravských (SVUM). V jeho tvorbě se od té doby často objevovaly motivy z moravského a slezského prostředí. V roce 1907 stál u založení Muzejního spolku v Novém Jičíně.
V roce 1907 vystavoval v Hodoníně, obesílal rovněž výstavy spolku Mährischer Kunstverein v Brně. Tehdy dozrál jeho malířský projev, v němž syntetizoval vlivy severoněmeckých secesních krajinářů, vídeňského secesního malíře Gustava Klimta i působení kolegů a přátel ze SVUM. Baar se tak zařadil do širokého proudu středoevropských secesionistů.
Iniciativou Hugo Baara bylo v roce 1909 založeno Sdružení německo-moravských výtvarných umělců se sídlem v Brně. Předsedou byl Hugo Charlemont, veškerou činnost spolku však organizoval Hugo Baar jako místopředseda. V roce 1910 podnikl cestu do Německa, Belgie a Holandska, o rok později k Baltu.

### Úmrtí
Zemřel náhle 18. června 1912 v Mnichově, když v tamějších litografických dílnách pracoval na zakázce zhotovení originální litografie.
Podle zpráv denního tisku se otrávil, spolu s manželkou, jídlem v mnichovském hotelu. Manželka otravu přežila, Hugo Baar zemřel. Byl pochován 23. června 1912 v Novém Jičíně.

## Zastoupení ve sbírkách
- Moravská galerie v Brně
- Muzeum umění Olomouc
- Okresní vlastivědný ústav, Nový Jičín

## Výstavy
- 1907 Výstava moravských výtvarných umělců, Hodonín[4]
- 1913 Výstava Sdružení německo–moravských výtvarných umělců (Vereinigung deutsch–mähriger bildener Künstler), Olomouc[5]
- 1993/1994 Hugo Baar: Obrazy, Žerotínský zámek, Rytířský sál, Nový Jičín
- 1996 Německá zastavení, Nová síň, Poruba, Ostrava
- 2000 90 let Domu umění města Brna, Dům umění města Brna, Brno
- 2011 Moravská národní galerie: 194 let od založení, Místodržitelský palác, Brno

## Galerie

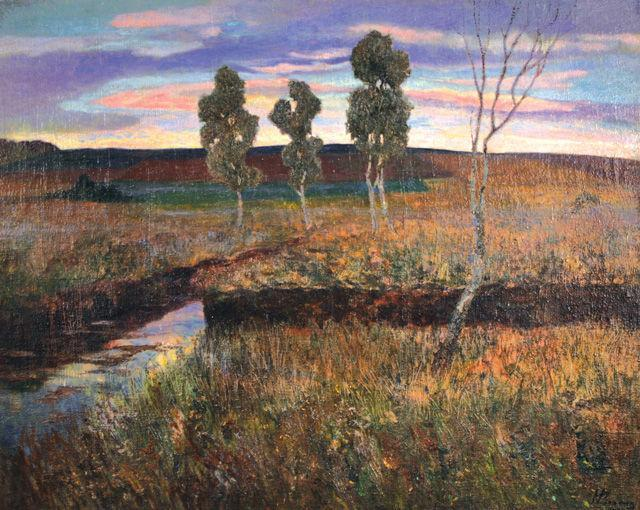
Večerní nálada (před 1912)
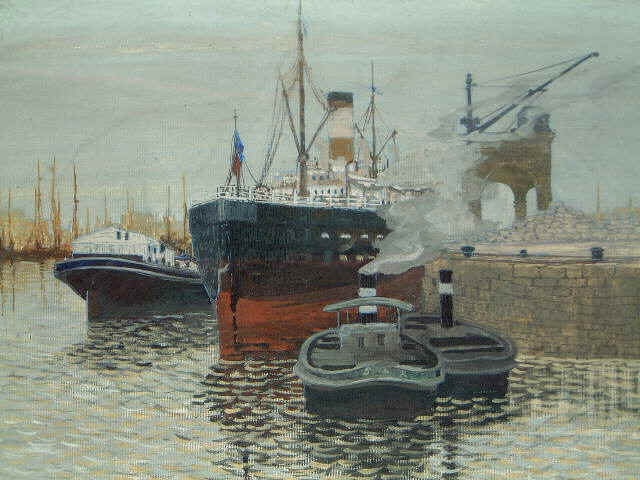
Lodě v přístavu
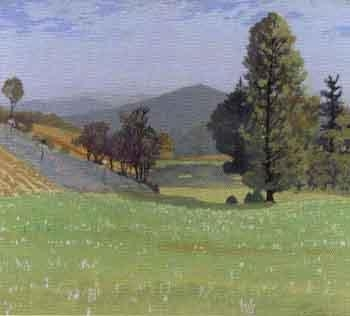
Jarní krajina
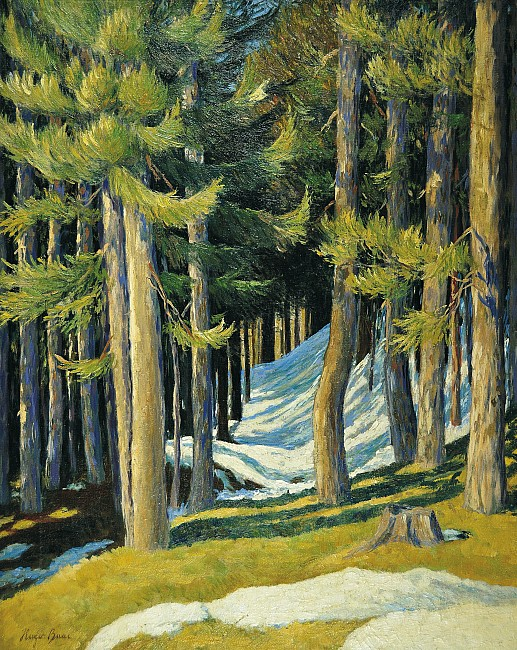
Poslední sníh
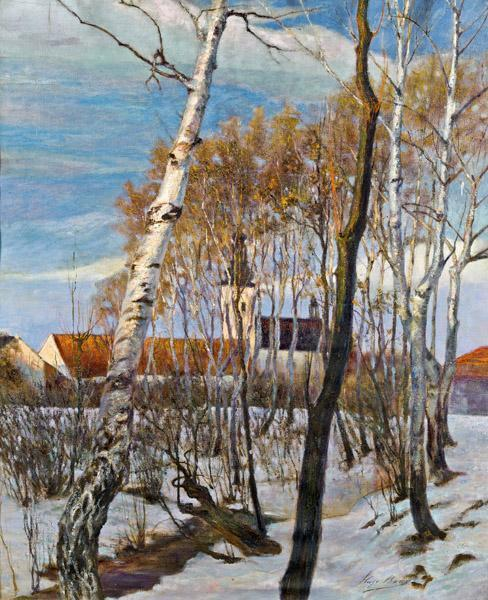
Zimní ráno
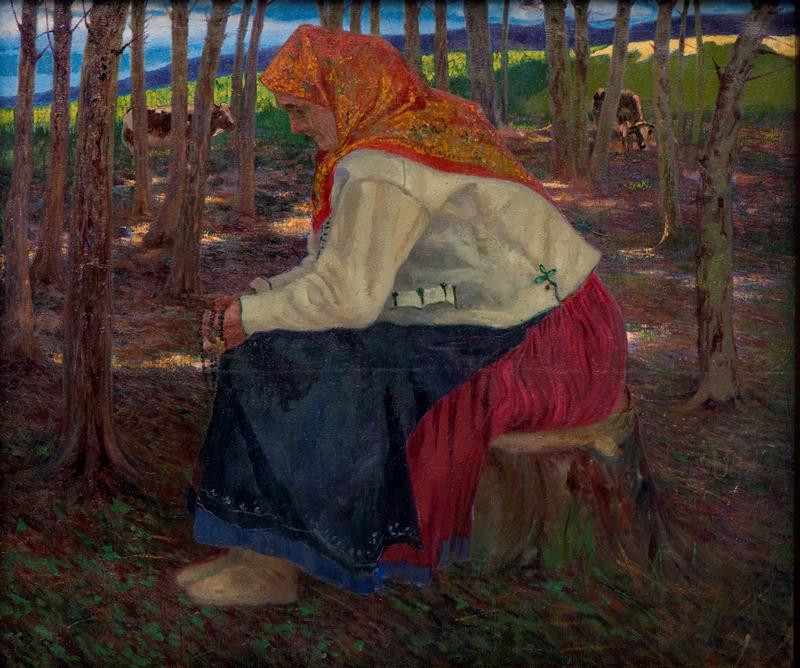
Nedělní odpoledne